# Bierne prawo wyborcze
Bierne prawo wyborcze (prawo wybieralności) – prawo do kandydowania. W Polsce bierne prawo wyborcze do Sejmu (czyli prawo bycia wybranym na posła) ma każdy obywatel polski mający czynne prawo wyborcze (czyli prawo wybierania), który najpóźniej w dniu wyborów kończy 21 lat. W przypadku senatorów granica wieku jest wyższa i wynosi 30 lat. Wynika to z faktu, iż Senat z założenia ma być "izbą rozsądku", powinien zatem składać się z osób mających określone doświadczenie i wiedzę oraz obycie polityczne.

## Cenzusy wiekowe obowiązujące w Polsce
- do rad gmin, rad powiatów i sejmików województw – 18 lat ukończone w dniu wyborów
- do Sejmu – 21 lat[2]
- do Parlamentu Europejskiego – 21 lat
- na urząd wójta, burmistrza i prezydenta miasta – 25 lat
- do Senatu – 30 lat[2]
- na urząd prezydenta Rzeczypospolitej – 35 lat[3]

W przypadku kandydata na radnego obowiązuje ponadto wymóg stałego zamieszkiwania na obszarze działania danej rady.

## Cenzusy obowiązujące w Chorwacji
- do Saboru - 18 lat
- na urząd prezydenta - 18 lat

## Cenzusy obowiązujące w Stanach Zjednoczonych
- do Izby Reprezentantów – 25 lat, stałe zamieszkiwanie w stanie, który ma się reprezentować i obywatelstwo amerykańskie od co najmniej 7 lat
- do Senatu – 30 lat, stałe zamieszkiwanie w stanie, który ma się reprezentować i obywatelstwo amerykańskie od co najmniej 9 lat
- na urząd prezydenta – 35 lat, zamieszkiwanie na terytorium Stanów Zjednoczonych przez co najmniej 14 lat i rodowite obywatelstwo amerykańskie

## Cenzusy obowiązujące w Wielkiej Brytanii[4][5][6]
- Izba Gmin – 18 lat[7],
- Izba Lordów – 21 lat[8],
- Radni samorządowi – 18 lat,
- Zgromadzenie Irlandii Północnej – 18 lat,
- Walijskie Zgromadzenie Narodowe – 18 lat[9],
- Komisarz policji – 18 lat,

## Cenzusy obowiązujące na Ukrainie[10]
- na urząd prezydenta – 35 lat, zamieszkiwanie na terytorium Ukrainy przez co najmniej 10 lat
- do Rady Najwyższej – 21 lat, zamieszkiwanie na terytorium Ukrainy przez co najmniej 5 lat
- do rad obwodowych, rejonowych, miejskich, wiejskich, rad gromad – 18 lat
- na urząd przewodniczącego rady miejskiej, wiejskiej – 18 lat.